# Veronika (Slovo od deklištva)
Kratki roman Veronika (1980), predelana izdaja pod naslovom Slovo od deklištva (1996), pisateljice in prevajalke Gitice Jakopin, je ljubezenski roman, ki pripoveduje o občutljivem, čustvenem in ljubezensko razočaranem dekletu.

## Vsebina
Veronika, vestna študentka ekonomije, je že zelo zgodaj ostala brez obeh staršev. Oče je zaradi svojih ilegalnih poslov odpotoval v tujino, mati mu je čez nekaj časa sledila. Od družine ji ostaneta le teta Anica in stric Lojze, s katerima Veronika rada preživlja prosti čas. 
Zaljubi se v črnolasega in postavnega Miloša. Nihče, niti Miloševi prijatelji, ne razumejo Veronikinega poželenja in ljubezni do fanta, ki je očitno ni vreden. Z Veronikine strani ljubezen preraste v obsesijo z Milošem in z njegovo prisotnostjo. Zamišlja si zgodbe, katerih se boji, da bi se zgodile. Pretirano analiziranje vsake podrobnosti Veroniko privede do popolnega izčrpanja. 
V veliko pomoč ji je sostanovalka v študentskem domu in prijateljica Martina. Veroniko pretirana želja po Miloševi ljubezni privede do točke, da Miloša za vedno zapusti in ostane sama s svojimi strahovi. Martina Veroniko zaradi njenega strašljivega vedenja odpelje k zdravniku, saj ji sama ne zna in ne zmore več pomagati. Pod zdravniško oskrbo Veronika preživi kar nekaj časa in njeno zdravje se počasi izboljšuje, vendar še vedno misli na Miloša. Išče ga v vseh moških, ki jih sreča. Ko ga najde v nekem Savu, ga  že ob prvem stisku rok pred vsemi poljubi. Savo naslednji dan odpotuje v Beograd in Veronika se ponovno zlomi. Martina pokliče reševalce, da jo odpeljejo nazaj v bolnišnico. 
Nadaljevanje Veronikine krize je prikazano s fragmenti iz vsakdanjosti življenja žene in družine. Fragmenti ponazarjajo ustaljenost, naveličanost, borbo, hrepenenje, varnost, srečo in konec koncev tudi ljubezen.

## Kritike
Kratki roman Veronika je ljubezenski roman sodobne mlade generacije. Pripoveduje o občutljivem in čustvenem dekletu, ki zori v svojo življenjsko zrelost s krizo ljubezenskega razočaranja. Pripoved je uokvirjena s situacijami urbanega življenja, s poudarjenim sporočilom o njegovem razčlovečevalnem hladu, kateremu pisateljica išče nasprotje in rešitev v prvinskem, vseobsegajočem čustvovanju in sočustvovanju. Veronika je študentka, z bolečimi dekliškimi doživetji in tenkočutnim sprejemanjem sveta označena ženska. Njena ljubezen je njeno bistvo in njena edina lastnost, od katere je odvisno njeno delovanje v pripovedi, predvsem pa njeno duševno stanje, ki se pod težo dvomov vase in v soljudi začenja razkrajati ter preraste v hudo duševno stisko, iz katere se le počasi in krčevito trga in se v želji po polnem življenju vrača med ljudi. Veronikine blodnje, ki zajemajo del osrednje pripovedi, obkroža razumevanje in skrb pa tudi radovednost in brezbrižnost, pri čemer pisateljica z dobro opazovalno ostrino portretira tudi obrobne osebe v Veronikini zgodbi. Ker se osrednja pripoved fabulativno ne zapira v dokončen izid Veronikine krize, temveč jo le nakaže, pisateljica dopolni sporočilo njene zgodbe z nizom zaključnih scen , lahko bi rekli fragmentov, iz vsakdanjosti življenja žene in družine, kjer je povsod, v vsakem od teh fragmentov, zaznavna prisotnost Veronikinega življenjskega problema – problema ženskosti, ki je dozorela in se po svoje izoblikovala iz boleče občutenih dekliških sanj. Snov in sporočilo, kakršno daje roman VERONIKA, je razmeroma redko zaslediti v sodobnem slovenskem pripovedništvu, kot je tudi sicer redko zaslediti aktualne in življenjske téme. Tako bo pripoved o Veroniki prav zaradi tega in tudi zaradi svoje neposredne in prisrčne pripovedi pritegnila bralca, verjetno še posebej dekliški svet. (Glušič, 1980)
Roman so ocenili še Jože Snoj, Andrej Blatnik, Slavko Rupel, Aleksander Zorn, vendar bibliografski podatki o objavah manjkajo.